# Ralph Alger Bagnold
Ralph Alger Bagnold, FRS (* 3. April 1896 in Plymouth, England; † 28. Mai 1990), war der Gründer und erste Kommandeur der Long Range Desert Group der British Army im Zweiten Weltkrieg. Er wird wegen seiner Aktivitäten in den 1930er Jahren als Pionier der Wüstenforschung betrachtet. Diese umfassen unter anderem die erste Ost-West-Durchquerung der Libyschen Wüste durch einen Europäer. Er war nicht nur Teilnehmer des Zweiten Weltkriegs, sondern auch ein Veteran des Ersten Weltkriegs.
Bagnold war Ingenieur von Beruf. In seinem einflussreichen Buch The Physics of Blown Sand and Desert Dunes aus dem Jahr 1941 legte er die Grundlagen der Erforschung des Sandtransportes durch Wind. Das Buch ist immer noch eines der wichtigsten Fachbücher in diesem Bereich. So wurde es zum Beispiel von der NASA beim Studium von Sanddünen auf dem Mars benutzt. Seit 1944 war er Mitglied der Royal Society.

## Frühes Leben
Bagnold war der Sohn eines Offiziers der britischen Royal Engineers. Sein Vater nahm 1884/85 an der Rettungsaktion für General Gordon in Khartum teil. Seine Schwester war die Schriftstellerin und Dramatikerin Enid Bagnold. 1915 folgte der jüngere Bagnold den Fußstapfen seines Vaters und wurde Mitglied der Royal Engineers. Im Ersten Weltkrieg verbrachte er drei Jahre im Grabenkrieg in Frankreich.
Nach dem Krieg studierte er an der University of Cambridge, bevor er 1921 wieder in den aktiven Militärdienst zurückkehrte. Er diente in Kairo und Indien und verbrachte dort einen großen Teil seiner freien Zeit in den jeweiligen Wüsten. 1929 unternahm er, ausgerüstet mit Ford Modell Ts, eine Expedition zur Suche nach der mythischen Stadt Zerzura in der Wüste westlich des Nils. 1935 verließ er die Armee.

## Wüstenforschung
Bagnold entwickelte einen Sonnenkompass, dessen Anzeige nicht wie die des Magnetkompasses von großen Erzvorkommen oder Autos verfälscht wird. In den 1930ern begann seine Gruppe damit, den Reifendruck bei Fahrten über losen Sand zu verringern. Darüber hinaus wird ihm die Entdeckung einer Methode zur Überwindung der großen Dünen in den Sandmeeren der Libyschen Wüste zugeschrieben. Er schrieb: „Ich erhöhte die Geschwindigkeit … eine riesige, gleißende Wand schoss hoch in den Himmel. Der Lastwagen kippte heftig nach hinten – und wir stiegen hoch wie mit einem Lift, glatt und ohne Vibrationen. Wir trieben hinauf in einer gelben Wolke. All die gewohnten Autobewegungen hatten aufgehört, nur der Tachometer zeigte uns, dass wir uns immer noch schnell bewegten. Es war unglaublich…“ Dennoch, so notierte Fitzroy Maclean, „… zu schnelles Rasen zog seine Strafen nach sich. Viele der Dünen fielen auf der entfernten Seite jäh ab, und wenn du oben mit voller Geschwindigkeit ankamst, war es wahrscheinlich, dass du mit dem Kopf voraus in den Abgrund stürztest … und mit dem Wagen kopfüber auf dir drauf unten endetest.“

## Zweiter Weltkrieg
Bagnold schrieb: „Während unserer in Friedenszeiten unternommenen Reisen hätten wir uns niemals vorgestellt, dass der Krieg die enormen leeren Einsamkeiten der inneren Wüste erreichen könnte, abgeschieden durch schiere Distanz, Wassermangel und unpassierbare Ozeane von Sanddünen. Kaum hätten wir uns träumen lassen, dass die Ausrüstung und Techniken, die wir für sehr große Strecken und für die Navigation entwickelt hatten, irgendwann ernsthaft eingesetzt werden würden.“
Als Italien England den Krieg erklärte, war Bagnold wegen der Havarie eines Truppentransporters zufällig in Kairo. Er verlangte eine Unterredung mit General Wavell und erbat die Erlaubnis, eine mobile Erkundungstruppe zu schaffen. Wavell fragte ihn, was er denn tun würde, falls die Italiener keine Unternehmungen in der Wüste planten, und Bagnold schlug vor, dass sie in diesem Fall als Piraten tätig werden könnte. Er erhielt eine Frist von sechs Wochen für die Aufstellung der Truppe, unter der Bedingung, dass jede Anforderung, die er mache, „sofort und ohne Zögern erfüllt werde“. Diese Truppe war die Long Range Desert Group.
Bagnold verließ die Long Range Unit am 1. Juli 1941, um in Kairo als Colonel zu dienen.

## Späteres Leben
1969 wurde er wegen seiner wissenschaftlichen Verdienste mit dem G. K. Warren Preis der National Academy of Sciences ausgezeichnet. 1970 erhielt er die Penrose-Medaille der Geological Society of America und 1971 die Wollaston-Medaille, die höchste Auszeichnung der Geological Society of London. 1974 wurde er in die American Academy of Arts and Sciences aufgenommen.
Seit 1960 trägt die Landspitze Bagnold Point in der Antarktis seinen Namen. 1981 erhielt er den David Linton Award der British Geomorphological Research Group.